# Lošákovec rezavý
Lošákovec rezavý (Hydnellum ferrugineum) je stopkovýtrusná houba (bazidiomyceta) z čeledi bělozubovitých (Bankeraceae). Je velmi hustě rozšířena v severní Africe, Asii, Evropě či Severní Americe. Houba vyrůstá ze země samostatně nebo v trsech, a to zejména ve smrkových lesích, většinou v písčitých půdách, které nejsou příliš bohaté na živiny. Klobouk má nálevkovitý tvar a v průměru měří 3–10 centimetrů. Jeho sametový povrch je zpočátku bílý až narůžovělý a místy může vylučovat kapičky červené tekutiny. Spodní část klobouku je tvořena ostny, které mají bělavou až červenohnědou barvu a mohou být až 6 milimetrů dlouhé. Dospělé plodnice mají výrazně tmavší červenohnědou barvu a jsou tak snadno zaměnitelné s ostatními druhy z rodu Hydnellum. Lošákovec rezavý vytváří vrstvu mycelia v humusu a svrchní části půdy, kde roste. Přítomnost Lošákovce rezavého mění vlastnosti půdy a podporuje proces podzolizace.

## Taxonomie
Tento druh prvně popsal v roce 1815 švédský mykolog Elias Magnus Fries, který jej nazval Hydnum ferrugineum. V roce 1881 ho Petter Karsten přesunul do rodu Calodon a později (v roce 1888) ho Joseph Schröter opět přesunul do rodu Phaeodon. Své současné binomické jméno získal Lošákovec rezavý v roce 1879, kdy ho Petter Karsten přiřadil k rodu Hydnellum.
V roce 1964 popsal kanadský mykolog Kenneth A. Harrison hydnoidní houbu nalezenou v blízkosti Borovice smolné v Michiganu a v blízkosti Borovice Banksovy v Novém Skotsku. Houba, kterou Harrison pojmenoval Hydnellum pineticola, se považuje za příbuznou s Lošákovcem rezavým. Harrison také poznamenal, že „snahy Evropanů o stejné pojmenování druhů vyskytujících se na severoamerickém kontinentu způsobily zmatek, a že dokud nebyl proveden řádný výzkum na obou kontinentech, je vhodnější zavést vlastní binomická jména hub vyskytujících se v Severní Americe, přestože by mohly být stejné jako evropské druhy.“ Další hydnoidní houby, které se považují za příbuzné s Lošákovcem rezavým jsou Hydnum hybridum, který objevil v roce 1791 Pierre Bulliard, Hydnum carbunculus, objeven v roce 1833 a Hydnellum sanguinarium, který objevil Howard James Banker v roce 1906. Banker popsal, jak je obtížné od sebe rozlišit staré exempláře lošákovců: „značné množství nálezů bylo třeba vyloučit, neboť ve vysušeném stavu a bez znaků, které nesou čerstvé exempláře, bylo takřka nemožné rozlišit Hydnellum sanguinarium od Hydnellum concrescens, Hydnellum scrobiculatum či od dosud nepopsaného druhu.“ Přívlastek Lošákovce rezavého (ferrugineum) znamená v latině „zbarvený do rezava“.

## Popis
Klobouk Lošákovce rezavého má tvar zhruba do špičky a měří v průměru 3 až 10 centimetrů. Zpočátku je klobouk lehce vyklenutý, později se ale zplošťuje a může být uprostřed mírně propadlý. Povrch klobouku mladých plodnic je nerovný a nepravidelný s jemně sametovou texturou a má bílou až narůžovělou barvu. Někdy může vylučovat kapičky červené tekutiny. Povrch dospělých plodnic je tmavohnědý až červený, místy však stále bělavý. Spodní strana klobouku je tvořena výtrusným rouškem, což je vrstva buněk, která nese výtrusy. Výtrusné rouško tvoří bílé až načervenalé vertikální ostny s délkou až 6 milimetrů. Mohutný třeň má na délku 1–6 centimetrů a na šířku 1–3 centimetry a má stejnou barvu jako klobouk. Plodnice disponují zvláštní vůní, připomínající čerstvě namletou mouku, avšak jsou nejedlé. Dužnina Lošákovce rezavého je červené až hnědofialové barvy s bílými tečkami. Zpočátku má měkkou a houbovitou strukturu, v dospělosti pak tužší a hutnější. Dužnina třeně může u starších plodnic až zčernat. Stejně jako u ostatních hub z rodu Hydnellum je tkáň tvořena generativními hyfami, které dále neexpandují, což výrazně zpomaluje růst plodnic, a to do takové míry, že často celý vývoj trvá až několik měsíců. Růstový vzorec Lošákovce rezavého je zvláštní v tom, že plodnice se začne formovat jako vertikální sloupec tvořený hyfami, který se ve vrchní části rozšíří a vytvoří klobouk. Pokud se při růstu dostanou do přímé blízkosti stonky či stébla trávy, houba je do sebe uzavře a zdeformují její tvar. Stejně tak klobouky lošákovců v bezprostřední blízkosti mohou splynout do sebe.
Bazidiospory mají elipsoidní až kulovitý tvar a měří 5,5–7,5 μm na 4,5–5,5 μm. Povrch bazidiospor je pokryt malými dolíčky. Basidie mají vejcovitý tvar, nesou 4 bazidiospory a měří 25–30 na 6–7,5 μm. Hyfy, kterými je tvořena dužnina, měří 4–6 μm a jsou hnědavé barvy se slabými stěnami. Hyfy v ostnech jsou taktéž slabostěnné, mají přepážky a měří 3,5–4,5 μm.

### Podobné druhy
- Hydnellum peckii má podobný vzhled jako Lošákovec rezavý, ale má štiplavou chuť.[11]
- Hydnellum spongiosipes se běžně zaměňuje s Lošákovcem rezavým a v minulosti se tyto dva druhy často považovaly za totožné, avšak molekulární výzkum prokázal, že ačkoliv jsou tyto dva druhy příbuzné, jsou přesto rozdílné.[12] Oproti Lošákovci rezavému má H. spongiosipes v mládí tmavší klobouk, tmavší dužninu a roste v opadavých lesích. Staré plodnice Lošákovce rezavého mají podobné rysy jako plodnice druhu Hydnellum concrescens.[13]

## Areál rozšíření
Lošákovec rezavý se běžně vyskytuje v jehličnatých lesích, často v blízkosti borovic a ojediněle i smrků. Plodnice preferují písčité půdy s nízkým obsahem organických látek a živin a rostou buď samostatně nebo v trsech. Častěji se nacházejí v pralesích. Lošákovec rezavý roste v Severní Americe včetně Mexika. Je také rozšířen v Evropě, avšak není příliš častý. Ve Velké Británi je prozatímně Lošákovec rezavý považován za ohrožený taxon.
Lošákovec rezavý vytváří tuhou vrstvu mycelia v humusu a svrchní části půdy ve smrkových lesích. Tato vrstva je větší v pralesích a u starších stromů a může mít plochu až několik metrů čtverečních. Tyto plochy jsou většinou bez většího porostu a keřů a podporují tak růst mechů. Často se zde vyskytuje dutohlávka sobí. Přítomnost Lošákovce rezavého mění strukturu půdy tak, že se zúží vrstva humusu, sníží se prostupnost podzemní vody, sníží se pH půdy a zvýší se prodyšnost kořenů a tím i jejich počet. Houba také sníží koncentraci uhlíku a dusíku v zemině. Půda protkaná myceliem Lošákovce rezavého je také ve zvýšeném procesu podzolizace oproti okolní půdě. Stejně jako ostatní houby z rodu Hydnellum je i Lošákovec rezavý citlivý na zvýšenou koncentraci dusíku v půdě, která může být důsledkem odlesňování. Lošákovec rezavý může vytvářet neobvyklé mykorhizy s Borovicí lesní (Pinus sylvestris).

## Bioaktivní sloučeniny
Plodnice Lošákovce rezavého obsahují kromě malého množství polyfenolu atromentin také biologické pigmenty hydnuferrigin (tmavě fialový pigment) a hydnuferruginin (žlutý pigment). Hydnuferrigin má chemické složení velmi podobné teleforickým kyselinám, což je skupina pigmentů vyskytujících se také v ostatních druzích hub z rodu Hydnellum či Hydnum a je velmi pravděpodobné, že původ těchto dvou látek je na bázi stejné chemické sloučeniny.